# Первомайскуголь
Первомайскуголь - угледобывающее предприятие в городе Первомайск Луганской области. 

## История
После провозглашения независимости Украины «Первомайскуголь» перешёл в ведение министерства угольной промышленности Украины.
В марте 1995 года Верховная Рада Украины внесла «Первомайскуголь» в перечень предприятий и организаций, приватизация которых запрещена в связи с их общегосударственным значением.
В августе 1997 года «Первомайскуголь» был включён в перечень предприятий и организаций, имеющих стратегическое значение для экономики и безопасности Украины.
В 2000 году были закрыты шахта «Родина» и шахта "Радуга" (утратила статус самостоятельного предприятия, оставлен участок от шахты "Золотое").
В 2001 году добыча угля составляла 487,267 тысяч тонн.

В объединение входят 5 шахт: («Горская», «Золотое», имени Менжинского, «Карбонит», «Первомайская», «Тошковская»).

26 апреля 1980 на шахте «Горская» во время производства горных работ произошел взрыв гвза метана, повлекший за собой человеческие жертвы.[1]